# Setaria limensis
Setaria limensis är en gräsart som beskrevs av Oscar Tovar. Setaria limensis ingår i släktet kolvhirser, och familjen gräs. Inga underarter finns listade i Catalogue of Life.